# 托雷桑迪诺
托雷桑迪诺，是西班牙卡斯蒂利亚-莱昂布尔戈斯省的一个市镇。总面积93平方公里，总人口816人（2001年），人口密度9人/平方公里。